# Rumi Utsugi
Rumi Utsugi (宇津木 瑠美 Utsugi Rumi?) (Kawasaki, Kanagawa, Japón; 5 de diciembre de 1988) es una futbolista japonesa. Juega como centrocampista y su equipo actual es el Reign FC de la National Women's Soccer League estadounidense. 

## Trayectoria
Utsugi comenzó en 2004 en el NTV Beleza, y al año siguiente debutó con la selección japonesa. En 2010 dejó la liga japonesa y fichó por el Montpellier francés. Fue la primera jugadora japonesa en jugar en la liga francesa.
En el 206 fichó por el Reign FC de los Estados Unidos.

## Selección nacional
Con la selección japonesa ha jugado el mundial de 2007 y ganado el Mundial en 2011. También ha jugado los Juegos Olímpicos 2008.
Jugó la Copa Mundial de 2015, donde además fue nombrada en el equipo ideal.
Fue nominada por Asako Takakura para jugar el Mundial de 2019 en Francia.

## Clubes
| Club             | País           | Año             |
| ---------------- | -------------- | --------------- |
| Nippon TV Beleza | Japón          | 2004 - 2010     |
| Montpellier      | Francia        | 2010 - 2016     |
| Reign FC         | Estados Unidos | 2016 - Presente |

## Palmarés

### Títulos nacionales
| Título                           | Club             | País  | Año  |
| -------------------------------- | ---------------- | ----- | ---- |
| Nadeshiko League                 | Nippon TV Beleza | Japón | 2005 |
| Nadeshiko League                 | Nippon TV Beleza | Japón | 2006 |
| Nadeshiko League                 | Nippon TV Beleza | Japón | 2007 |
| Nadeshiko League                 | Nippon TV Beleza | Japón | 2008 |
| Nadeshiko League                 | Nippon TV Beleza | Japón | 2010 |
| Copa de Fútbol Femenino de Japón | Nippon TV Beleza | Japón | 2005 |
| Copa de Fútbol Femenino de Japón | Nippon TV Beleza | Japón | 2006 |
| Copa de Fútbol Femenino de Japón | Nippon TV Beleza | Japón | 2008 |
| Copa de Fútbol Femenino de Japón | Nippon TV Beleza | Japón | 2009 |
| Copa de la Liga Nadeshiko        | Nippon TV Beleza | Japón | 2007 |
| Copa de la Liga Nadeshiko        | Nippon TV Beleza | Japón | 2010 |

### Títulos internacionales
| Título                               | Club                                | País          | Año  |
| ------------------------------------ | ----------------------------------- | ------------- | ---- |
| Copa Mundial Femenina de Fútbol      | Selección de fútbol de Japón        | Alemania      | 2011 |
| Campeonato Femenino Sub-16 de la AFC | Selección de fútbol de Japón sub-16 | Corea del Sur | 2005 |
| Copa Asiática femenina de la AFC     | Selección de fútbol de Japón        | Jordania      | 2018 |
| Copa Asiática femenina de la AFC     | Selección de fútbol de Japón        | Vietnam       | 2014 |